# Berizal
Berizal é um município brasileiro do estado de Minas Gerais. De acordo com o censo realizado pelo Instituto Brasileiro de Geografia e Estatística (IBGE) em 2022, sua população naquele ano era de 4 201 habitantes.

## Geografia
Está localizado no norte de Minas Gerais, na microrregião de Salinas, compõe com outros municípios o Alto Rio Pardo.